# Heterophleps parapasta
Heterophleps parapasta är en fjärilsart som beskrevs av Louis Beethoven Prout 1958. Heterophleps parapasta ingår i släktet Heterophleps och familjen mätare. Inga underarter finns listade i Catalogue of Life.